# Women in Jazz (Halle)
Women in Jazz ist ein Jazzmusik-Festival, bei dem ausschließlich Musikerinnen auftreten, oder von ihnen maßgeblich bestimmte Jazzprojekte präsentiert werden. Das Festival findet seit 2006 jährlich in Halle (Saale) statt; aktuell gibt es auch Veranstaltungen in Magdeburg und im Saalekreis. Die Bundestagsvizepräsidentin Katrin Göring-Eckardt ist seit 2021  Schirmherrin des Festivals.

## Konzeption des Festivals
Der 20. März 2005 gilt als Gründungstag für das Jazzfestival Women in Jazz. Nach einer Vorbereitungszeit von elf Monaten startete am 2. Februar 2006 das erste Festival in Halle (Saale). 
Ziel des Festivals war und ist es, internationalen und nationalen Künstlerinnen eine Bühne zu geben, um so die Bedeutung von Musikerinnen für die Entwicklung des Jazz zu würdigen. Denn spätestens seit der Jahrtausendwende wird die Jazz-Musik vermehrt auch von Frauen geprägt. Zu der dominierenden Stellung der Frauen im Vokal-Jazz kommt zunehmend eine Emanzipation im Instrumental-Jazz. Women in Jazz trägt dieser Entwicklung inhaltlich Rechnung, indem nur Konzerte von Musikerinnen oder durch Musikerinnen maßgeblich bestimmte Jazzprojekte präsentiert werden. 
Auf dem Festival werden internationale Musikerinnen präsentiert; es umfasst die meisten Jazz-Stile. Beabsichtigt ist, den Jazz in seiner multikulturellen und musikalischen Vielfalt abzubilden. Bis dato waren Künstlerinnen aus Europa, Amerika, Afrika und Asien zu Gast.
Das Festivalprogramm besteht aus einem Hauptprogramm mit mehreren Konzertabenden sowie einem Rahmenprogramm mit Ausstellungen, Jazzclub- und Session-Veranstaltungen, Cityjazz und Konzerten mit regionalen Künstlern. Die Konzerte finden überwiegend im Opernhaus Halle und in der Konzerthalle Ulrichskirche statt. Bereits zum zweiten Mal findet 2021 der Publikumswettbewerb „Women In Jazz – Next Generation virtuell“ statt. Damit möchte das Festival junge kreative Jazzmusikerinnen aus Europa seinem Publikum vorstellen; sie werden auf der Webseite des Festivals der Jazz-Community präsentiert.
Die Konzeption von Women in Jazz nimmt Bezug auf mehrere US-amerikanische Konzertreihen mit ähnlicher Intention, nämlich der Women in Jazz Association im texanischen Austin (seit 2003), den Women in Jazz South Florida (seit 2007), der Women in Jazz Inc. New York City (seit 2009) und das Washington Women in Jazz Festival im Kennedy Center Washington, D.C. (jährlich seit 2010).

## Künstlerinnen beim Festival (Auswahl)
Viktoria Tolstoy (Schweden), Hiromi Uehara (Japan), Aziza Mustafa Zadeh,  United Women’s Orchestra (EU), Susi Hyldgaard, Cristin Claas & l’arc six (D), Diane Schuur (USA), Tanja Pannier (D) Silje Nergaard (N), Rebekka Bakken (N), Susan Weinert Duo (D), Kristin Asbjørnsen (N), Simphiwe Dana (Südafrika)), Jacqui Naylor (USA), Nicole Johänntgen (D), Candy Dulfer (NL), Uschi Brüning (D), Marilyn Mazur (DK), Makiko Hirabayashi (Japan), Grace Kelly & Band (USA), Solveig Slettahjell (N), Diva Jazz Orchestra (USA), Lisa Bassenge (D), Saskia Laroo (NL), Julia Biel (UK), Ingrid & Christine Jensen (CAN),  Geri Allen (USA).